# Vasso Karadassiou
Vasiliki "Vasso" Karantasiou em grego:Βασιλική (Βάσω) Καραντάσιου, também transliterado "Karadassiou";(Atenas, 1 de junho de 1973) é uma ex-jogadora de vôlei de praia grega, tricampeã européia nos anos de 2001, 2005 e 2007,  Italia, Rússia e Espanha, respectivamente.

## Carreira
Em 2000 disputou os Jogos Olímpicos de Sydney ao lado de Effrosyni Sfyri e com esta atleta obteve sua primeira medalha de ouro continental, ou seja, no Campeonato Europeu de 2001 na cidade de Jesolo e ainda disputaram em Atenas os Jogos Olímpicos de 2004.
Na temporada de 2005 formava dupla com Vassiliki Arvaniti e conquistaram a medalha de ouro no Campeonato Europeu  de 2005 em Moscou e juntas foram novamente medalhistas de ouro no Campeonato Europeu de 2007 em Valência e juntas disputaram  Jogos Olímpicos de Verão de 2008.

## Premiações individuais
- Melhor Levantadora do Circuito Mundial de Vôlei de Praia de 2008